# Męskie imiona greckie

## A
- Achilles
- Afrodyzjusz, Afrodyzy
- Agapiusz
- Agaton
- Agis
- Aleksander
- Aleksy
- Ambroży
- Amon
- Amonianusz
- Amoniusz
- Amonariusz
- Ampeliusz
- Anastazy
- Anatol
- Andrzej
- Anter
- Antyd
- Apolinary
- Apollo, Apollon
- Apoloniusz
- Archip
- Arediusz
- Arkadiusz
- Askaniusz
- Atanazy

## B
- Bazyli

## C
- Chryzant
- Cyriak
- Cyryl

## D
- Damazy
- Damian
- Delfin
- Demetriusz
- Dionizjusz
- Diogenes
- Dionizy
- Dyzma

## E
- Eratostenes
- Erazm
- Eubul
- Euchariusz
- Eugeniusz
- Eulampiusz
- Eulogiusz
- Eustachiusz
- Eustachy
- Euzebiusz
- Ewodiusz

## F
- Fileasz
- Filemon
- Filip
- Fotyn

## G
- Genadiusz
- Genezjusz
- Grzegorz

## H
- Hiacynt
- Hektor
- Heliodor
- Herakles
- Herakliusz
- Herkulan
- Hermes
- Heron
- Hieronim
- Hipolit

## I
- Illydiusz
- Ireneusz
- Ischyrion
- Izydor

## J
- Jacek
- Jerzy
- Jazon

## K
- Kalikst
- Kleofas
- Kosma
- Krzysztof
- Ksenofont

## L
- Leon
- Leoncjusz
- Leonid

## Ł
- Łukasz

## M
- Makary
- Melecjusz
- Metody
- Mikołaj

## N
- Narcyz
- Nestor
- Nicefor
- Nikander
- Nicefor (Nikifor)
- Nikodem
- Nikostrat

## O
- Odyseusz, Odys
- Onufry
- Orion
- Orfeusz

## P
- Pafnucy
- Pankracy
- Parteniusz
- Parys
- Patrokles
- Piotr
- Plutarch
- Polidor
- Polikarp
- Prokop
- Prot
- Protazy
- Ptolemeusz
- Perykles

## S
- Sebastian
- Sokrates
- Sozont
- Stefan
- Sykstus
- Syriusz
- Szczepan
- Sofokles

## T
- Taleleusz
- Talus
- Tarazjusz
- Telesfor
- Temistokles
- Teodor
- Teodot
- Teodul
- Teofil
- Teofilakt
- Teonas
- Tymon
- Tymoteusz
- Trofim
- Tyrs

## Z
- Zenobiusz
- Zenon